# David Leo Lawrence

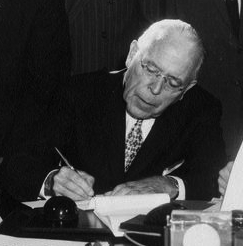
David Leo Lawrence (1961)

David Leo Lawrence (* 18. Juni 1889 in Pittsburgh, Pennsylvania; † 21. November 1966 ebenda) war ein US-amerikanischer Politiker und von 1959 bis 1963 der 39. Gouverneur des Bundesstaates Pennsylvania.

## Frühe Jahre
David Lawrence war irischer Abstammung. Er besuchte zwei Jahre lang eine Handelsschule. Im Alter von 14 Jahren erhielt er eine Anstellung als Bürohilfe bei dem Pittsburgher Rechtsanwalt William Brennan, der gleichzeitig der örtliche Vorsitzende der Demokratischen Partei war. Brennan wurde zum Mentor des jungen Lawrence. Auf der Democratic National Convention im Jahr 1912 unterstützte Lawrence die Nominierung von Woodrow Wilson zum Präsidentschaftskandidaten. Während des Ersten Weltkrieges war er in der Rechtsabteilung der US Army in Washington, D.C. tätig.

## Politischer Aufstieg
Nach seiner Rückkehr in das zivile Leben wurde Lawrence demokratischer Parteivorsitzender im Allegheny County. Zu dieser Zeit war dieses Gebiet eine Hochburg der Republikanischen Partei. Lawrence schaffte es, diese Vormacht zu brechen. Durch diese Erfolge gewann er in der Partei Ansehen und Einfluss, der im Lauf der 1920er Jahre stetig zunahm. Im Jahr 1933 wurde er von Präsident Franklin D. Roosevelt zum Leiter der Bundesfinanzbehörden im westlichen Pennsylvania ernannt. Dieses Amt hatte er bis 1934 inne. In diesem Jahr unterstützte Lawrence den Wahlkampf von George Howard Earle, der sich anschickte, zum ersten demokratischen Gouverneur von Pennsylvania im 20. Jahrhundert gewählt zu werden. Nach seiner erfolgreichen Wahl revanchierte sich Earle und ernannte Lawrence zum Secretary of the Commonwealth von Pennsylvania. Dieses Amt bekleidete er zwischen 1935 und 1939. Noch im Jahr 1934 wurde Lawrence Vorsitzender seiner Partei in Pennsylvania. Zwischen 1946 und 1959 amtierte er als Bürgermeister von Pittsburgh. Im Jahr 1958 wurde er selbst zum neuen Gouverneur seines Staates gewählt, wobei er sich mit 50,8 Prozent der Stimmen recht knapp gegen den Republikaner Arthur T. McGonigle (48,9 Prozent) durchsetzte.

## Gouverneur von Pennsylvania
David Lawrence trat seine vierjährige Amtszeit am 20. Januar 1959 an. Im Wesentlichen hat er die Politik seines Vorgängers George Michael Leader fortgesetzt. Er übernahm die meisten Kabinettsmitglieder in seine Regierung. Lawrence setzte sich gegen Diskriminierungen ein, förderte den Umweltschutz und erweiterte die staatlichen Bibliotheken des Landes. Damals wurden auch Gesetze zur Verbesserung der Verkehrssicherheit in Pennsylvania erlassen. Auf der anderen Seite hat er die Bürokratie in der Verwaltung vergrößert. Die dadurch entstanden Mehrkosten wurden mit einer Erhöhung der Mehrwertsteuer ausgeglichen. Aufgrund einer Verfassungsklausel durfte Lawrence im Jahr 1962 nicht direkt für eine Wiederwahl kandidieren. Daher schied er am 15. Januar 1963 aus seinem Amt aus.

## Bundespolitischer Einfluss und weiterer Lebenslauf
Seit 1912 war er auf allen Bundesparteitagen der Demokraten bis zu seinem Tod. Er war 1932 maßgeblich an der Nominierung von Franklin Roosevelt als Präsidentschaftskandidat beteiligt. Im Jahr 1960 unterstützte er John F. Kennedy. Er riet Kennedy damals, Lyndon B. Johnson als seinen Vizepräsidentschaftskandidaten zu nominieren. Nach dem Ende seiner Gouverneurszeit widmete sich Lawrence seinen privaten Interessen. Er beobachtete aber weiterhin die politische Entwicklung seines Staates. Am 4. November 1966 erlitt er einen Zusammenbruch, als er Milton Shapps Gouverneurswahlkampf unterstützte. 17 Tage später, am 21. November, verstarb Lawrence, ohne das Bewusstsein wiedererlangt zu haben. Er war mit Alice Golden verheiratet, mit der er fünf Kinder hatte.